# Tylonycteris pachypus
Il pipistrello dei bambù minore (Tylonycteris pachypus  Temminck, 1840) è un pipistrello della famiglia dei Vespertilionidi diffuso nel Subcontinente indiano e nell'Ecozona orientale.

## Descrizione

### Dimensioni
Pipistrello di piccole dimensioni, con la lunghezza totale tra 60 e 68 mm, la lunghezza dell'avambraccio tra 24 e 28 mm, la lunghezza della coda tra 27 e 29 mm, la lunghezza del piede tra 5 e 6 mm, la lunghezza delle orecchie tra 8 e 9 mm, un'apertura alare fino a 19 cm e un peso fino a 5 g.

### Aspetto
Il corpo e la testa sono talmente appiattiti che questo animale può passare in fessure larghe soltanto 3,9 mm. La pelliccia è corta, soffice e lanuginosa. Le parti dorsali sono bruno-rossastre con la base dei peli bruno-giallastra, mentre le parti ventrali sono leggermente più chiare con dei riflessi arancioni. Il muso è largo ed appuntito. Le orecchie sono triangolari, ben separate tra loro, con i bordi carnosi e l'estremità arrotondata. Il trago è corto, largo e più stretto alla base. Le membrane alari sono marroni scure e attaccate posteriormente alla base delle dita dei piedi. Sono presenti dei cuscinetti adesivi alla base dei pollici e sulla piante dei piedi. La coda è lunga ed è completamente inclusa nell'ampio uropatagio. Il cariotipo è 2n=46 FNa=56, mentre nelle popolazioni cinesi e thailandesi della sottospecie T.p.fulvidus è 2n=30 FNa=56.

### Ecolocazione
Emette ultrasuoni ad alto ciclo di lavoro con impulsi di breve durata a frequenza modulata iniziale di 129,2 kHz e finale di 58,3 kHz.

## Biologia

### Comportamento
Si rifugia in gruppi da 1 a 16, talvolta anche fino a 40 o più, individui negli internodi di piccole canne di bambù, in particolare della specie Gigantochloa scortechinii. Vi entra attraverso le fessure verticali create dalle pupe di coleotteri. Normalmente le colonie sono formate da un maschio e da diverse femmine con i loro piccoli. Condivide i rifugi con Tylonycteris robustula.  L'attività predatoria inizia presto al tramonto e consiste in due incursioni di circa 20 minuti ciascuna. Il volo è lento, manovrato e può rimanere sospeso in aria davanti agli steli di bambù. La velocità è di circa 4,3 m/s.

### Alimentazione
Si nutre di imenotteri, ditteri e coleotteri di piccole dimensioni catturati in volo intorno agli alberi e alle case. In quantità minore caccia anche omotteri, Blattoidea ed Embioptera.

### Riproduzione
Gli accoppiamenti avvengono in novembre, dopo i quali le femmine trattengono lo sperma fino all'ovulazione in gennaio. Dopo una gestazione di 12-13 settimane nascono generalmente 2 piccoli alla volta, che rimangono nei rifugi insieme alle loro madri fino alla sesta settimana di vita. Si tratta degli unici pipistrelli tropicali in cui è stato osservato un estro prolungato e un deposito spermatico.

## Distribuzione e habitat
Questa specie è diffusa in India, Bangladesh, Cina, Hong Kong, Myanmar, Thailandia, Vietnam, Laos, Cambogia, Malaysia, Indonesia, Filippine.
Vive nelle foreste decidue tropicali e in aree agricole con la presenza di boschi di bambù fino a 1.262 metri di altitudine.

## Tassonomia
Sono state riconosciute 5 sottospecie:
- T.p.pachypus: Penisola malese, Tioman, Sumatra, Giava, Bali, Borneo;
- T.p.aurex (Thomas, 1915): Stati indiani meridionali del Kerala e Karnataka;
- T.p.bhaktii (Oei, 1960): Lombok;
- T.p.fulvidus (Blyth, 1859): Stati indiani del Manipur, Meghalaya, Mizoram, Sikkim, Tripura, West Bengal, Bangladesh, Myanmar, Thailandia, Vietnam, Laos, Cambogia; Isole Andamane;  province cinesi dello Yunnan, Sichuan, Guizhou, Guangxi, Guangdong e Hong Kong;
- T.p.meyeri (Peters, 1872): Isole filippine di Calauit, Cebu, Culion, Luzon, Negros e Palawan.

Recenti studi filogenetici hanno evidenziato un differente cariotipo nelle popolazioni cinesi e thailandesi della sottospecie T.p.fulvidus e quindi la possibile presenza di una forma criptica.

## Conservazione
La IUCN Red List, considerato il vasto areale, la popolazione presumibilmente numerosa, la presenza in diverse aree protette e la tolleranza alle modifiche ambientali, classifica T.pachypus come specie a rischio minimo (Least Concern)).